# Couvent des Ursulines de la Davrays
Pour les articles homonymes, voir Couvent des Ursulines.
Cet article possède un paronyme, voir Davray.
Le couvent des Ursulines de la Davrays est un ancien couvent situé à Ancenis-Saint-Géréon, en France. Par la suite, il fut converti en hôpital, magasin à fourrage puis casernement militaire dénommé « caserne Rohan ». C'est aujourd'hui le siège de la Communauté de communes du Pays d'Ancenis, celui de l'association d'histoire locale et, dans les étages du cloître, un ensemble d'appartements.

## Localisation
Initialement implanté à Saint-Géréon, l'ancien couvent est situé dans l'actuel quartier Rohan, à l'ouest de l'ancienne commune d'Ancenis, près du théâtre Quartier Libre, à l'écart du centre-ville et en limite de l'ancienne commune de Saint-Géréon. Il borde notamment l'avenue de la Davrays.

## Protection
La chapelle et l'ensemble des bâtiments conventuels subsistant sont classés au titre des monuments historiques par arrêté du 13 septembre 1990.

## Historique

### La Davrays: origines
La Davrays (ou Davrais) est d'abord un ruisseau délimitant autrefois les paroisses de Saint-Géréon et d'Ancenis. C'était également un domaine de Saint-Géréon, fief des régaires de l'évêché de Nantes depuis 1483.

### Le couvent des Ursulines: période religieuse

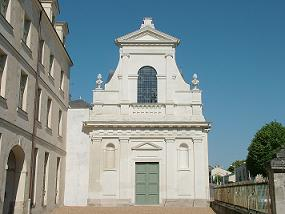
Chapelle Saint-Joseph.

Sous l'impulsion de Françoise de Lorraine, baronne d'Ancenis, les Ursulines vinrent s'installer à la Davrays avant que cette terre ne leur soit définitivement concédée par l'évêque de Nantes en 1643. La communauté est d'abord composée de 9 religieuses dont Antoinette de Bruc, la supérieure, issue d'une grande famille bretonne,.
Grâce aux dons offerts par leurs consœurs de Nantes, des donateurs de la région et celui du roi Louis XIV lors de sa visite en 1661, elles y firent construire d'abord une chapelle et un parloir puis le cloître. L'érection du couvent intervint principalement entre 1660 et 1680 mais se poursuivit jusqu'en 1743. La chapelle est connectée au cloître par sa galerie nord. Une vaste aile achevée en 1743 s'étendant à l'Est sur environ 60 mètres constituait le pensionnat. Le rez-de-chaussée du couvent était composé des classes et de la galerie d'arcades entourant la cour sud, 45 chambres étaient occupées par les religieuses et les grandes pensionnaires (probablement dans cette aile est,). En effet, le couvent accueillait des pensionnaires des familles aisées de la région mais aussi des jeunes filles pauvres qui recevaient ainsi une instruction surtout religieuse. Au nord du grand bâtiment 4 classes étaient ouvertes gratuitement aux enfants pauvres. L'ensemble était entouré de vastes jardins. Le couvent prodiguait également des soins gratuits aux malades.

### La caserne Rohan: période militaire
En 1792, les religieuses sont chassées par la Révolution et les bâtiments confisqués, devenus bien national, furent transformés en hôpital militaire dit « hôpital de la Montagne » et, dès 1797, magasin de fourrage. En 1808, sous l'Empire, il sert également à l'internement des prisonniers autrichiens. Le couvent connait de longues périodes d'inoccupation avant que l'Armée décide d'y adjoindre de nouveaux bâtiments militaires (dont celui dit « de l'Horloge ») en 1875 créant ainsi la « caserne Rohan » pour y installer le 65e régiment d'infanterie en mai 1876 remplacé par le 64e régiment d'infanterie le 3 décembre 1881,. C'est probablement à cette occasion que les parcelles occupées par le nouveau casernement (dont le couvent) furent préalablement transférées à Ancenis qui devint alors ville de garnison.
Après la dissolution du 64e RI intervenue le 1er janvier 1924, il faut attendre 1928 pour qu'un escadron de la garde républicaine mobile (devenue ensuite gendarmerie mobile) investisse à nouveau les lieux. À la fin des années 70, l'Armée cherche à reloger son escadron car la caserne Rohan menace ruine. Faute de nouvelle localisation disponible dans la ville d'Ancenis, l'Armée envisage la destruction du casernement pour le substituer par des bâtiments plus modernes. La façade de la chapelle Saint-Joesph est inscrite aux monuments historiques depuis 1929. Pour une première demande de permis de démolition dont la réponse des Bâtiments de France l'enjoignait à conserver l'ensemble conventuel, l'Armée, insatisfaite, se voit interdire de démolir l'ensemble des bâtiments à la seconde. Lasse, elle prend la décision de transférer l'escadron de gendarmerie mobile à Nantes. Il quittera les lieux en 1982.
En 1991, l'Armée vend la caserne Rohan à un marchand de biens niçois.

### Le quartier Rohan: période civile
En 1995, la ville d’Ancenis se porta acquéreur de la caserne Rohan pour y créer le quartier Rohan. Seule la caserne de l'Horloge construite en 1875 fut rasée pour laisser place à un théâtre (construit en 2002) et un ensemble résidentiel moderne. Celle qui fut conservée fut transformée en habitation. De même le pensionnat (aile est du couvent) fut entièrement réhabilité et inauguré en 1998. La chapelle bénéficie du même traitement en 2008 complété pour son ancien chœur avec la rénovation du cloître qui parachève l'intégralité du quartier en 2012.
La partie ouest du quartier accueille désormais le lycée Jean-Baptiste Ériau et les services du Trésor Public tandis que l'aile est du couvent rénovée accueille les services de la Communauté de communes du pays d'Ancenis (COMPA). Le théâtre Quartier Libre occupe le sud-est de l'ancienne caserne. Entre son pignon nord et l'aile est du couvent devenue Centre Administratif « Les Ursulines » se dresse le jardin des Ursulines au sein duquel ont pris place les sculptures de Jean-Claude Lambert.
La chapelle en ruine reconstruite accueille désormais des concerts et des expositions d'art contemporain. Le cloître abrite l'association d'histoire locale, des salles en rez-de-chaussée et des appartements dans les étages.

## Description
L’architecture de l'ensemble est de style classique. Le couvent comporte au nord une chapelle, appelée chapelle des Ursulines (ou chapelle Saint-Joseph), construite en 1642[réf. nécessaire], un cloître ouvert au sud et accolé d'une aile perpendiculaire se prolongeant d'environ 60 mètres à l'est à partir de son angle nord-est. Cette aile constituait le pensionnat. Le cloître et le pensionnat comportent 3 étages. Les matériaux employés sont répartis entre la pierre de grison (granit) pour le soubassement, les moellons de schiste enduits pour les parements et le tuffeau pour les encadrements de baie, chaînages d’angle, corniches, frontons et lucarnes. Les fenêtres et chiens assis du pensionnat (aile est) présentent chacun 2 styles différents dont l'un est commun à ceux du cloître. Les toitures sont mansardées et couvertes d'ardoises.